# ミハイロ・ドラパティ
ミハイロ・ヴァシロヴィチ・ドラパティ (ウクライナ語: Драпатий Михайло Васильович) は、ウクライナの軍人、少将。2025年6月3日よりウクライナ統合軍司令官を務める。ウクライナ陸軍司令官、ウクライナ軍参謀本部教育担当参謀次長、第58独立自動車化歩兵旅団長を歴任。

## 経歴
1982年11月21日、フメリニツキー州カームヤネツィ＝ポジーリシクィイに生まれる。高校卒業後、ハリコフ戦車兵学校の士官候補生となった。卒業後の2004年より軍務を開始。
2014年、ウクライナ紛争が始まった際には第72独立機械化旅団第2機械化大隊長を務めていた。2016年8月、第58独立自動車化歩兵旅団長に任命された。当時この旅団はドネツィク州アヴディウカとヤシヌヴァツキーで任務を遂行していた。
2019年8月に第58旅団を別の指揮官に引き継ぎ、イワン・チェルニャホフスキー名称ウクライナ国防大学校の学生として2年間の教育課程を開始した。

### 2022年ロシアによるウクライナ侵攻
ドラパティは2024年1月まで、ヘルソン作戦戦略群を率いた。2022年にヘルソン州右岸の解放を指揮した指揮官の一人としても知られている。
2024年2月、教育担当参謀次長に任命された。
2024年5月、参謀次長を兼任したままユーリー・ハルシュキンに代わってハルキウ作戦戦略群を率いた。2024年9月、ルハンシク作戦戦略群を率い、ルハーンシク州ビロホリウカからドネツィク州ニューヨークまでの防衛を指揮した。
2024年10月5日、少将に昇進。
2024年11月29日、ウクライナ陸軍司令官に任命された。ドラパティはウクライナ陸軍司令部の改革として、汚職を容認しない採用制度の刷新・最前線のニーズに合わせた訓練の改善・訓練と作戦プロセスへの先端技術の統合を打ち出した。
2025年1月26日、ホルティツィア作戦戦略群司令官に任命された。(ウクライナ陸軍司令官と兼任)
2025年6月3日、ウクライナ陸軍司令官を解任され、ウクライナ統合軍司令官に任命された。これに先立ち、ドラパティは同年6月1日にウクライナ陸軍の訓練部隊がロシア軍から攻撃を受け12名が死亡し60名以上が負傷した件で辞表を提出していた。

## 栄典
- 軍事功労十字章 - 2022年7月27日[17]
- 1等ボフダン・フメリニツキー勲章 - 2022年7月21日[18]
- 2等ボフダン・フメリニツキー勲章 - 2018年3月15日[19]
- 3等ボフダン・フメリニツキー勲章 -2016年8月22日[20]
- ウクライナ英雄 - 2016年3月26日[21]